# رندی فوی
رندی فوی (انگلیسی: Randy Foye؛ زادهٔ ۲۴ سپتامبر ۱۹۸۳) بازیکن بسکتبال اهل ایالات متحده آمریکا است.
از باشگاه‌هایی که در آن بازی کرده‌است می‌توان به مینه‌سوتا تیمبرولوز، لس آنجلس کلیپرز، واشینگتن ویزاردز، یوتا جاز، اکلاهما سیتی تاندر، و دنور ناگتس اشاره کرد.
وی در مسابقات کشوری و بین‌المللی در مجموع برندهٔ ۱ مدال طلا شده‌است.